# Табатай
Табатай — река в России, протекает по Онгудайскому району Республики Алтай. Устье реки находится в 89 км от устья реки Урсул (Ело) по левому берегу. Длина реки составляет 24 км.

## Притоки
- Нижний Карасу
- Верхний Карасу
- Толту
- Балхашту (в 18 км от устья)

## Данные водного реестра
По данным государственного водного реестра России относится к Верхнеобскому бассейновому округу, водохозяйственный участок реки — Катунь, речной подбассейн реки — Бия и Катунь. Речной бассейн реки — (Верхняя) Обь до впадения Иртыша.